# Pedicularis duclouxii
Pedicularis duclouxii är en snyltrotsväxtart som beskrevs av Bonati. Pedicularis duclouxii ingår i släktet spiror, och familjen snyltrotsväxter. Inga underarter finns listade i Catalogue of Life.